# Corydoras pinheiroi
Corydoras pinheiroi är en fiskart som beskrevs av Dinkelmeyer, 1995. Corydoras pinheiroi ingår i släktet Corydoras och familjen Callichthyidae. Inga underarter finns listade i Catalogue of Life.